# The Amityville Horror (romance)
The Amityville Horror - A True Story (em Portugal intitulado A Mansão do Diabo) é um livro de ficção de Jay Anson, publicado em setembro de 1977, e que logo se tornou um best seller. O livro também serviu de inspiração para várias adaptações cinematográficas, incluindo o recente The Amityville Horror, remake do filme homônimo de 1979. 
Este clássico retrata os horrores vividos por uma família que passa a morar em uma antiga mansão, que havia sido palco de brutais assassinatos. Depois de se mudarem para a casa, eventos sobrenaturais começam a ocorrer na presença dos residentes, conduzindo à conclusão de que uma força espectral demoníaca residia naquele lugar.

Foto em 1973, da casa onde aconteceu os sangrentos assassinatos, praticados por Ronald DeFeo Jr., no nº 112 da Ocean Avenue, Amityville, Nova York, Estados Unidos

## Sinopse do livro e primeiro filme
Em 1974, nos Estados Unidos, o jovem Ronald DeFeo Jr. assassinou brutalmente com uma espingarda sua família (pai, mãe e quatro irmãos), enquanto dormiam em suas camas. Sua explicação para a chacina é que estava agindo conforme a orientação de uma voz misteriosa que ordenava os assassinatos. Um ano depois, a imensa casa que serviu de palco para a carnificina, situada em Amityville, Long Island, recebeu novos moradores, a família Lutz, formada pelo casal George e Kathy, e os três filhos pequenos. Depois de apenas 28 dias, eles fugiram desesperados alegando a existência de entidades malignas assombrando a casa.
Ambas as histórias foram consideradas, por algumas pessoas, como "casos reais", que inspiraram o autor Jay Anson a escrever um livro em 1977. O livro narra as terríveis experiências vividas pela família Lutz, e serviu de base para o roteiro de Sandor Stern na realização de um filme dois anos depois, chamado por aqui de “A Cidade do Horror”, dirigido por Stuart Rosenberg e estrelado por James Brolin e Margot Kidder como o casal Lutz.
Segundo depoimento de Ronald DeFeo Jr.: “a estória de Amityville é uma farsa que Weber e os Lutzes criaram para ganhar dinheiro. Começou quando meu julgamento ainda estava acontecendo.” 
William Weber desmascarou a farsa, numa entrevista concedida à revista People na edição que esteve nas bancas em 17 de setembro de 1979. Ele disse: “Eu sei que esse livro é inventado. Nós criamos essa história de terror com a ajuda de muitas garrafas de vinho”. 

### Remake
Seguindo uma tendência do cinema de horror dos últimos anos com a crescente produção de refilmagens (como “A Casa da Colina”, “13 Fantasmas”, “O Massacre da Serra Elétrica”, “Madrugada dos Mortos”, “A Casa de Cera”, “A Guerra dos Mundos”, "A Casa das Almas Perdidas", entre outros), em 19 de agosto de 2005 entrou em cartaz nos cinemas brasileiros “Horror em Amityville” (The Amityville Horror), uma releitura do original de 1979, dessa vez com direção de Andrew Douglas, roteiro de Scott Kosar, produção do especialista em ação Michael Bay, e elenco liderado por Ryan Reynolds e Melissa George.
George Lutz é o novo marido de Kathy, e o padrasto de seus filhos Billy, Danny e Missy. A família está procurando uma nova casa para morar e encontra uma mansão de estilo colonial holandês à venda por um preço bem inferior de seu valor real. O motivo da desvalorização é por causa um crime hediondo cometido entre suas paredes, com o jovem Ronald DeFeo  matando a sangue frio sua família inteira, alegando obedecer a ordem de uma voz em sua mente.
Apesar da tragédia ter ocorrido na casa, os Lutz decidem se mudar. Mas, com o passar dos dias, uma série de acontecimentos estranhos, bizarros e misteriosos, obrigou a família a fugir antes de completar um mês. Nem o padre Callaway conseguiu ajudar, pois ao tentar benzer a casa foi ameaçado por uma voz que ordenou que ele saísse imediatamente. A família Lutz abandonou tudo para trás, alegando que a casa era possuída por algo maligno, e que estava influenciando diretamente através da deterioração gradual da personalidade de George, tornando-o progressivamente perigoso e ameaçador para a segurança de todos ao seu redor.

## Filmes da série "Amityville"
- The Amityville Horror, de 1979.
- Amityville II: The Possession, de 1982.
- Amityville 3-D, de 1983, um filme em 3-D.
- Amityville: The Evil Escapes, de 1989 feito para a televisão.
- The Amityville Curse, de 1990.
- Amityville: It's About Time, de 1992.
- Amityville: A New Generation, de 1993
- Amityville Dollhouse: Evil Never Dies, de 1996.
- The Amityville Horror, de 2005, uma refilmagem.
- Amityville: O Despertar, de 2017.